# 아스트리드 커처
아스트리드 커처(독일어: Astrid Kirchherr, 1938년 5월 20일 ~ 2020년 5월 13일)는 독일 함부르크에서 출생한 사진가이다. 비틀즈와의 관계와, 독일 함부르크에 머무르던 그들의 모습을 사진으로 담은 것으로 유명하다.

## 주요 이력
1960년 서독 바이에른 주 뮌헨에서 사진가로 데뷔하였고 1년 후인 1961년 12월 25일에는 자신의 고향인 서독 함부르크에서 비틀즈의 초창기 구성원이었던 2년 연하의 베이스 기타 연주자 겸 화가 스튜어트 섯클리프와 결혼하였으나 이듬해 1962년 4월 10일 섯클리프와 사별하였고 그 후 영국인 드럼 연주자와 재혼하였으나 이혼하였으며, 독일인과 삼혼하였으나 거듭 이혼하였다. 현재는 영국 시민권자 신분으로 고국 독일에 거주하고 있다. 1967년 이래로 사진을 거의 찍지 않았지만 함부르크, 브레멘, 런던, 리버풀, 뉴욕, 워싱턴 D.C., 도쿄, 비엔나, 그리고 로큰롤 명예의 전당에 초기 작품을 전시했다. 그녀는 3권의 한정판 사진집을 출판했다.

## 어린 시절
아스트리드 커처는 1938년 독일의 함부르크에서 포드 모터 컴퍼니 독일 지사 전직 간부의 딸로 태어났다. 제2차 세계 대전 중 발트해 인근 방공호에 대피해 있을 때 해안가에서 시체를 보았다고 기억한 그녀가 함부르크에 돌아와 있을 때엔 도시가 파괴된 상태였다. 커처는 초등학교 졸업 이후 패션 디자인을 공부하기 위해 함부르크의 마이스터 학교인 Meisterschule für Mode, Textil, Graphik und Werbung에 등록했지만, 흑백 사진 촬영에 소질이 있는 편이었다. 그 학교에서 사진 과정을 가르치던 라인하르트 울프는 그녀의 사진 작가로서의 가능성을 발견하고는 전공을 이쪽으로 바꾸라고 했으며, 이수를 마치면 자신의 조수로 고용할 것이라고 약속했다. 커처는 1959년부터 1963년까지 울프의 조수로 일했다.
1950년대 후반과 1960년대 초 커처와 그녀의 미술 학교 친구들은 유럽의 실존주의 운동에 참여했으며, 그 추종자들은 후에 레논에 의해 "Exis"라는 별명을 얻었다. 1995년 그녀는 BBC 라디오 메르시사이드에서 이렇게 회고했다. "우리의 철학은, 저흰 단지 어린 아이였기 때문에 검은색 옷을 입고 음침해 보이게 만든 게 다였습니다. 물론 저희는 장폴 사르트르가 누군지 알고 있었어요. 우리는 모든 프랑스 예술가와 작가에게서 영감을 받았습니다. 왜냐면 그들이 가장 가까운 거리에 있었기 때문이였어요. 영국은 너무 멀리 있었고 미국은 말하면 입만 아프죠. 결국 프랑스가 가장 가까웠던 겁니다. 그래서 우리는 프랑스로부터 모든 정보를 얻었습니다. 프랑스 실존주의자들처럼 옷을 입었어요... 우리는 자유롭고 싶었고, 다른 이들과는 다른 개성을 가지고 싶었고, 소위 쿨한 사람이 되고 싶었습니다."

## 비틀즈
커처, 부어만, 볼머는 친구 사이였으며 모두 Meisterschule에 재학하고 있었다. 그리고 패션, 문화, 음악에 대해 같은 생각을 가지고 있었다. 부어만은 아스트리드의 남자친구가 되었고, 자신의 방이 생긴 커처의 집으로 거주지를 옮겨왔다. 1960년 커처와 볼머가 부머를 두고 다툰 뒤로 부어만은 Reeperbahn 길을 걷다가 인근 카이저스캘러 클럽에서 나오는 음악 소리를 들었다. 그쪽으로 걸어간 부어만은 당시 레논, 매카트니, 해리슨, 섯클리프, 베스트로 구성된 비틀즈의 공연을 목격하게 된다. 부어만은 커처와 볼머에게 자신이 들은 새로운 음악을 권했고, 그들은 카이저스캘러로 가는 데 설득되었다(클럽이 있던 장소는 꽤 거칠었다). 커처는 비틀즈와 가까이 지내는 것만이 자신이 바랬던 모든 것임을 깨달았다. 이 세 명의 친구들은 이전에 로큰롤이라는 신흥 음악을 들어본 적이 없었다. 그들은 고작 냇 킹 콜이나 더 플래터스 등의 고전 재즈밖에 접하지 못했다. 세 명은 카이저스캘러를 거의 매 밤 9시마다 방문했고, 무대 바로 앞의 의자에서 지냈다. 커처는 이렇게 회상했다. "그건 제 머릿 속에서 마치 회전목마처럼 맴돌았어요. 그들은 믿기 힘들 정도로 대단했죠... 2분만에 제 삶이 송두리째 변했어요. 제가 바랬던 건 그들과 함께 있고 또 그들을 아는 것 뿐이었죠."

## 참고 문헌
- Badman, Keith (2000). 《The Beatles Off The Record》. Omnibus Press. ISBN 978-0-7119-7985-7.
- Harry, Bill (1997). 《The Encyclopedia of Beatles People》. London: Blandford Press. ISBN 978-0-7137-2606-0.
- Lennon, Cynthia (2005). 《John》. Hodder & Stoughton. ISBN 978-0-340-89512-2.
- Miles, Barry (1997). 《Many Years From Now》. Vintage-Random House. ISBN 978-0-7493-8658-0.
- Spitz, Bob (2005). 《The Beatles: The Biography》. New York: Little, Brown and Company. ISBN 978-0-316-80352-6.
- The Beatles (2003). 《The Beatles Anthology (DVD)》. Apple records. ASIN: B00008GKEG.